# Museum de Oude Wolden
Das Museum de Oude Wolden (abgekürzt MOW) ist ein Kunstmuseum im niederländischen Bellingwolde in der Provinz Groningen.

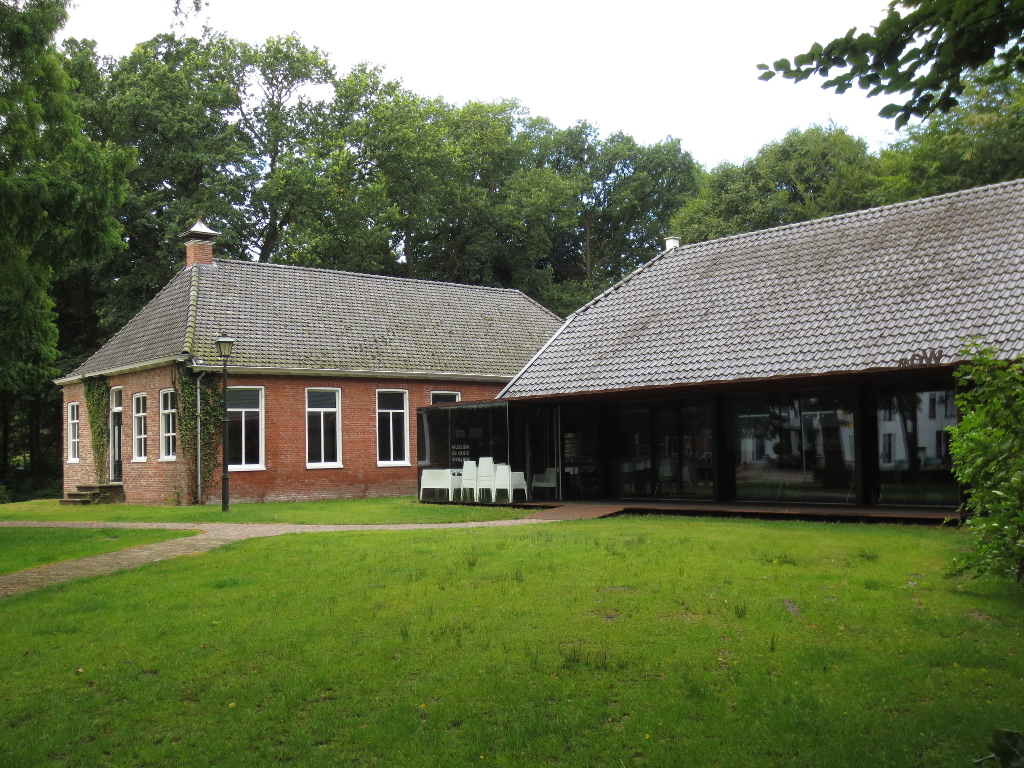
Museum de Oude Wolden

## Sammlung und Ausstellungen
Das Museum konzentriert sich auf die Kulturgeschichte und Kunst der Region. Die Sammlung umfasst mehrheitlich kulturhistorische Gebrauchsgegenstände aus Westerwolde und Oldambt aus dem 19. und dem Anfang des 20. Jahrhunderts, Kunstwerke des magisch-realistischen Malers Lodewijk Bruckman und des Groninger Künstlerkollektivs De Ploeg. Das Museum hat eine Dauerausstellung mit Gemälden von Lodewijk Bruckman, langfristige Wechselausstellungen und eine monatliche kleine Präsentation mit Werken regionaler Künstler. Im Jahr 2003 organisierte das Museum anlässlich des 85. Jahrestags des Kollektivs De Ploeg eine Ausstellung.

## Gebäude
Das Museum de Oude Wolden befindet sich am Hoofdweg im Dorf Bellingwolde in Ostgroningen, nahe der deutschen Grenze. Das Dorf liegt im Übergangsbereich des Reiderlandes (heute als Teil des Oldambt) im Norden und Westerwolde im Süden.
Das Museum ist im Hinterhaus eines ehemaligen Herrenhauses untergebracht, das im Zweiten Weltkrieg zerstört wurde. 1977 wurde das Gebäude mit einem neuen Flügel für 150.000 Gulden erweitert. In den Jahren 2011 und 2012 wurde das Museum umgebaut, das Gebäude wurde renoviert und erhielt eine neue Glasfassade. Das Museum wurde am 28. September 2012 wiedereröffnet.

## Finanzierung
Das Museum wurde ursprünglich von der ehemaligen Gemeinde Bellingwedde subventioniert, die 95 % des Budgets finanzierte und Eigentümerin der Sammlung war. Im Jahr 2010 bekundete die Gemeinde ihre Absicht, das Museum fünfzehn Jahre lang finanziell zu unterstützen. Im Jahr 2017 setzte das Museum seinen unabhängigen Betrieb fort. Die Gemeinde Bellingwedde fusionierte 2018 mit der Gemeinde Westerwolde.
Das Museum hatte 1965 Besucher im Jahr 2012, 4800 im 2013, im Jahr 2018 fast 6000.
Koordinaten: 53° 6′ 47″ N, 7° 9′ 43″ O